# Vương Mậu (Tây Ngụy)
Vương Mậu (chữ Hán: 王懋, ? – ?), tự Tiểu Hưng, người quận Lạc Lãng, tướng lãnh nhà Tây Ngụy. Ông là em họ bên ngoại (biểu đệ) của quyền thần Vũ Văn Thái.

## Thân thế
Ông tổ 7 đời là Vương Ba, được làm đến Thái tể nhà Tiền Yên.
Ông cụ là Vương Trân, được làm đến Hoàng môn thị lang nhà Bắc Ngụy, tặng chức Tịnh Châu thứ sử, Lạc Lãng công.
Ông nội là Vương Bi, được làm đến Phục ba tướng quân, nằm trong số con em nhà lành chịu đưa đi coi giữ trấn Vũ Xuyên  thuộc Lục trấn, rồi định cư ở đấy.
Mậu là con trai thứ của Thái phó Vương Minh nhà Tây Ngụy; có cô ruột là mẹ đẻ của quyền thần Vũ Văn Thái, được truy tôn Minh Đức hoàng hậu. Như thế Mậu là là em họ bên ngoại (biểu đệ) của Vũ Văn Thái .

## Cuộc đời và sự nghiệp
Khi xưa Vương Minh theo Hạ Bạt Nhạc trấn áp khởi nghĩa ở Quan Lũng, cho rằng Mậu còn bé, bèn để lại Sơn Đông. Cuối thời Bắc Ngụy Hiếu Trang đế, Mậu mới vào Quan Trung, gặp lại Vương Minh, rồi theo cha chinh chiến. Vũ Văn Thái phù dựng nhà Tây Ngụy (535), Mậu được ban tước An Bình huyện tử, thụ chức Dương liệt tướng quân. Sau khi Mậu theo Vương Minh rước Tây Ngụy Điệu hoàng hậu, trở về được bái làm Thành môn hiệu úy.
Vũ Văn Thái đem Tây Ngụy Văn đế đón đánh quân Đông Ngụy, lấy Mậu làm Phủ quân tướng quân kiêm Thái tử tả soái để lưu thủ. Ít lâu sau Mậu được chuyển làm Hữu soái. Sau đó Mậu trải qua các chức vụ Thượng thực điển ngự, Lĩnh tả hữu, Vũ vệ tướng quân. Triều đình xét công lao trước sau, Mậu được tiến tước làm công, tăng ấp 1000 hộ, thăng làm Hữu vệ tướng quân. Vào lúc biên thùy có chiến sự, Mậu chưa rõ tình hình sức khỏe của Vương Minh, đã mặc tang phục để làm việc. Đến khi Vương Minh mất, Mậu dâng biểu xin từ chức, để trọn tang chế; Văn đế không đồng ý. Về sau Mậu dần được thăng đến Đại đô đốc, Tán kỵ thường thị, Sứ trì tiết, Xa kỵ đại tướng quân, Nghi đồng tam tư, Phiếu kỵ đại tướng quân, Khai phủ Nghi đồng tam tư, Thị trung, Tả vệ tướng quân, Lĩnh quân tướng quân.
Mậu tính ôn hòa, cẩn thận tỉ mỉ. Mậu bảo vệ cung cấm hơn 10 năm, siêng năng kính cẩn, chưa từng mắc lỗi, Văn đế rất hài lòng. Năm thứ 2 thời Tây Ngụy Phế đế (553), Mậu được trừ làm Nam Kỳ Châu thứ sử, tiến tước An Ninh quận công, tăng ấp kể cả trước đây là 2000 hộ. Năm 2 thời Tây Ngụy Cung đế (555), Mậu được thăng làm Đại tướng quân, Đại đô đốc. Sau đó Mậu được bái làm Tiểu tư khấu.
Sử cũ không chép rõ Mậu mất khi nào. Con trai là Vương Duyệt được kế tự, làm đến Đại tướng quân, Đồng Châu thứ sử, đổi phong Tế Nam quận công.